# 錫爾弗克里克鎮區 (堪薩斯州考利縣)
錫爾弗克里克鎮區（英語：Silver Creek Township）為美國堪薩斯州考利縣轄下的鎮區。2010年美国人口普查中該鎮區人口有715人。

## 地理
錫爾弗克里克鎮區涵蓋總面積為93.47平方（36.09平方英里），且包含一個已建制定居點伯登。

### 墓園
根據美國地質調查局的資料，此鎮區擁有2座墓園：
- 伯登墓園（Burden Cemetery）
- 格蘭德普雷里墓園（Grand Prairie Cemetery）

## 人口統計
根據2010年美國人口普查，錫爾弗克里克鎮區人口有715人，住房324戶，人口密度為7.65人/每平方公里。此鎮區居民之種族中，白人佔97.2%，非裔美國人佔0.28%，美洲原住民佔1.4%，亞裔美國人佔0%，太平洋島裔美國人佔0%，其他種族佔0%，混血種族則佔1.12%。而西班牙裔或拉丁裔美國人佔此鎮區人口的2.8%。

## 外部連結
- City-Data.com[永久]